# Leopold Jacquemin
Leopold Lambert Joseph Jacquemin (Oostende, 12 juli 1917 – Dortmund, 27 januari 1944) was een Belgische verzetsstrijder.

## Biografie
Jacquemin werkte als bediende bij zeevisgroothandel Vyncke. Vanaf 1939 was hij filiaalhouder van bijhuis Bonapêche in Blankenberge. Hij trouwde dat jaar met Edith Berden. Jacquemin was lid van het facistische Nationaal Legioen.
Na de inval Nazi-Duitsland in België werd hij tijdens de 18-daagse veldtocht opgeroepen als reserve-sergeant. Tijdens de slag aan de Leie werd hij krijgsgevangene. Na zijn vrijlating trok hij terug naar Oostende. Zijn vrouw was ondertussen gevlucht naar het Verenigd Koninkrijk.
Hoewel het Nationaal Legioen uit patriottisme niet overging tot collaboratie en uiteindelijk aansloot bij het Geheim Leger, werd het Legioen aanvankelijk door de Duitsers met rust gelaten en mocht het Legioen blijven opereren. In januari 1941 werd Jacquemin hoofd van de regio Brugge-Oostende bij de verzetsgroep La Sarcelle. Hij was in die periode ook betrokken bij de organisatie Winterhulp, die naar het model van de Duitse Winterhilfe inzamelingen hield voor minder begoede burgers.
Toen de Duitse bezetter in de gaten kreeg dat het Nationaal Legioen betrokken was bij het verzet veranderde de Duitse politiek tegenover het Legioen. In september 1941 voerde de Gestapo huiszoekingen uit bij Jacquemin en andere leiders. Op 13 oktober 1941 werden ze vrijgelaten bij gebrek aan bewijzen.
Spion Prosper Dezitter, die werkte voor de Duitse abwehr infiltreerde in La Sarcelle. Dezitter sprak uitstekend Engels en wist Jacquemin te overtuigen dat hij werkte voor de Britse Secret Intelligence Service. Dezitter overtuigde Jacquemin om een koerier (Marcel Mechiels) plannen van de Duitse verdedigingswerken te laten vervoeren naar Brussel. Mechiels werd in Brussel meteen gearresteerd, en op 24 juni 1942 werd ook Jacquemin opnieuw aangehouden. Beiden werden op 19 augustus 1942 door het Untersuchungsgericht in Brugge veroordeeld, waarna ze als politiek gevangene naar Duitsland werden gedeporteerd . Op 10 december 1943 kregen ze in Bochum de doodstraf, waarna ze beiden op 27 januari 1944 in de gevangenis van Dortmund werden onthoofd. Hun lichamen werden gecremeerd en in lege granaathulzen begraven. Omdat de Duitsers alles administratief bijhielden, was het mogelijk om na het eind van de oorlog hun restanten te identificeren.
In april 1946 werden Jacquemin en Mechiels met militaire en civiele eer te Oostende herbegraven. De urnen werden bijgezet in het heldenmonument op het kerkhof van de Stuiverstraat te Oostende.
De collaborateur Prosper Dezitter werd ter dood veroordeeld voor hoogverraad en op 17 september 1948 gefusilleerd.